# Pombal (freguesia)
Pombal es una freguesia portuguesa del municipio de Pombal, en el distrito de Leiría con 97,61 km² de superficie y 17 187 habitantes (2011). Su densidad de población es de 176,1 hab/km². Fue elevada a la categoría de ciudad el 16 de agosto de 1991.